# Châtel-Saint-Denis
Pour les articles homonymes, voir Chatel.
Châtel-Saint-Denis (Tsathi-Chin-Dèni ou Tsathi  en patois fribourgeois) est une localité et une commune suisse du canton de Fribourg, chef-lieu du district de la Veveyse.

## Géographie

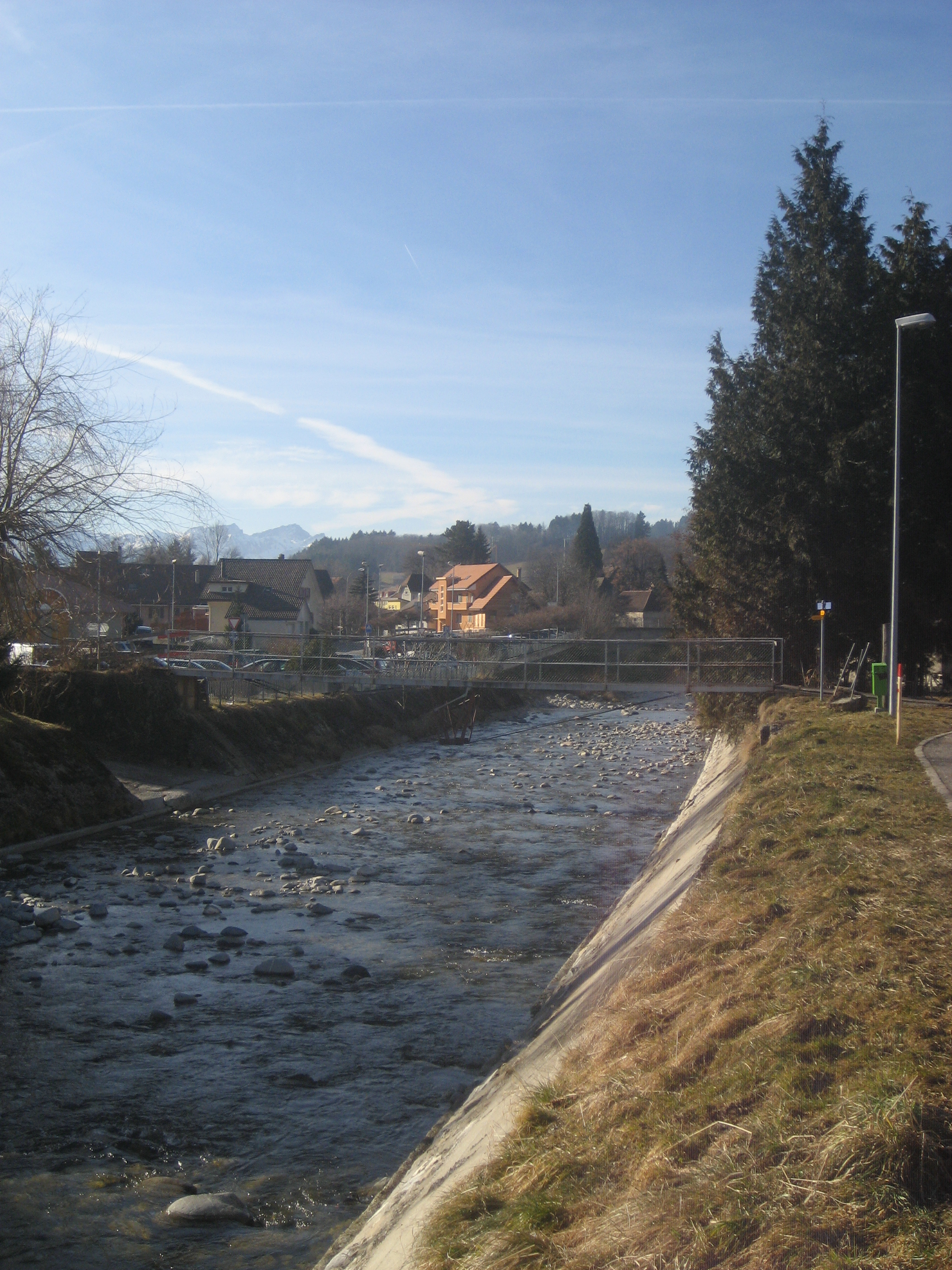
La Veveyse de Châtel traversant la localité.

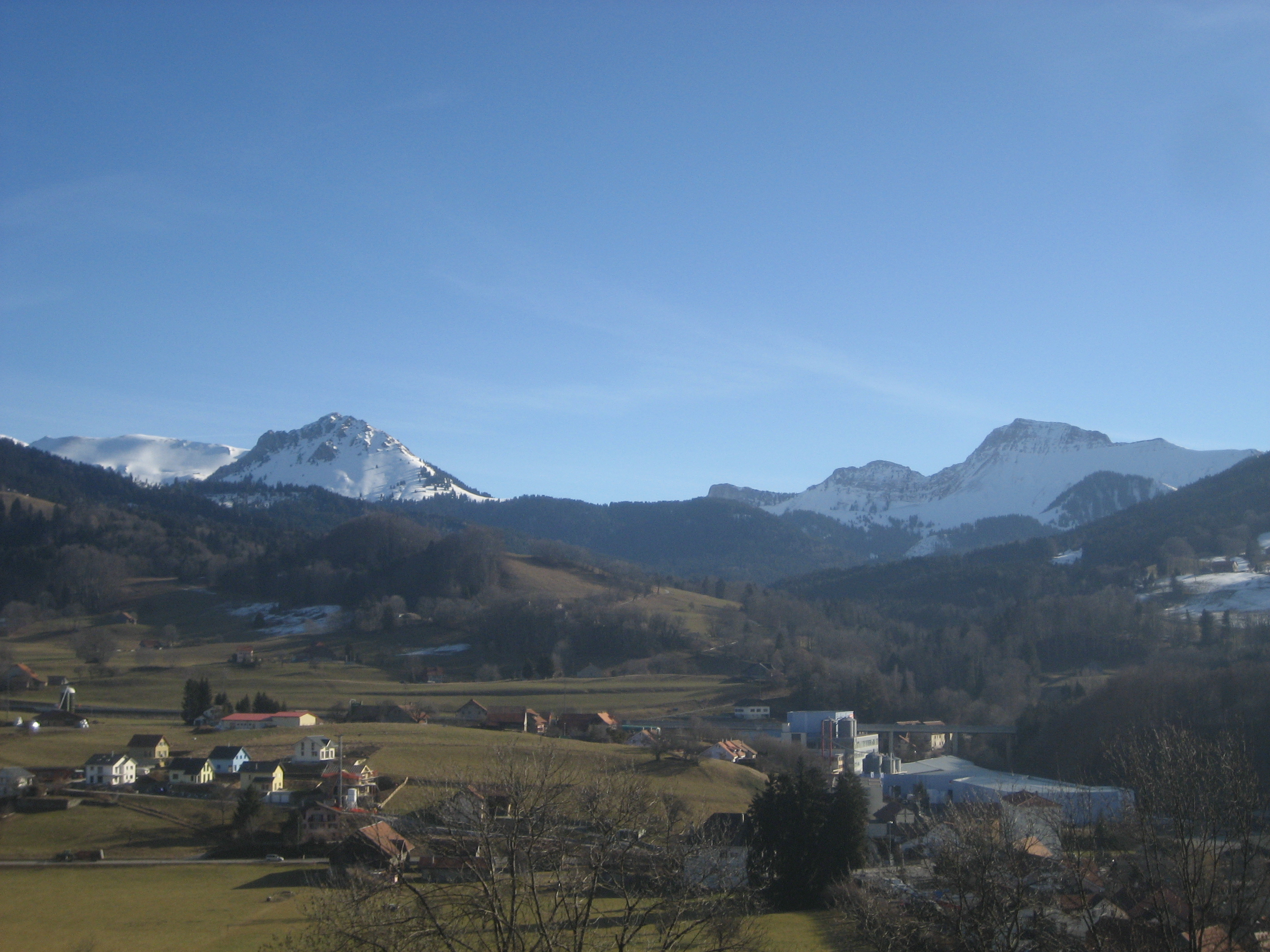
Teysachaux et la Dent de Lys vues depuis Châtel-Saint-Denis.

### Situation
Châtel-Saint-Denis est située au pied des Préalpes fribourgeoises à 810 mètres d'altitude. La localité est traversée par la Veveyse, qui prend sa source dans le massif de la Dent de Lys pour rejoindre le lac Léman à Vevey. La localité se trouve sur la ligne de partage des eaux, qui rejoignent le Rhône et le Rhin via la Veveyse et la Broye. La Dent de Lys est le point culminant de la commune à 2 014 mètres d'altitude. Au nord de la ville, le lac de Lussy, vaste zone marécageuse, est une réserve naturelle protégée tout comme le lac des Joncs aux Paccots et la réserve forestière de Pro Natura Les Preises-Le Barlattey-Goille au Cerf.
Outre Châtel-Saint-Denis, la commune comprend les localités de Fruence (Frevinthe  en patois fribourgeois), Les Paccots et les hameaux de La Frasse, Prayoud et En Villard.
Châtel-Saint-Denis mesure 47,89 km2. 7,0 % de cette superficie correspond à des surfaces d'habitat ou d'infrastructure, 46,7 % à des surfaces agricoles, 42,3 % à des surfaces boisées et 4,0 % à des surfaces improductives. 
Châtel-Saint-Denis est limitrophe des communes d'Haut-Intyamon, Remaufens et Semsales ainsi que de Blonay, Corsier-sur-Vevey, Maracon et Saint-Légier-La Chiésaz dans le canton de Vaud.

### Transports

#### Transports publics
La gare de Châtel-Saint-Denis se trouve sur la ligne de Palézieux à Montbovon et est desservie par la ligne S50 (Palézieux-Bulle) du Réseau express régional fribourgeois.
La commune est également desservie par deux lignes de bus :
- Ligne 213 TPF/VMCV : Châtel-Saint-Denis - (Remaufens (zone 40 Frimobil) - Bossonnens - Attalens (zone 93 Frimobil))/(Mont-de-Corsier - Jongny - Chardonne - Corsier-sur-Vevey - Vevey (zone 79 Mobilis Vaud)) ;
- Ligne 492 TPF : Châtel-Saint-Denis - Fruence - Les Paccots (zone 49 Frimobil).

#### Routes
- Autoroute A12 (Vevey-Bulle-Fribourg-Berne)  2 (Châtel-Saint-Denis) ;
- Route principale H12, Bâle - Liestal - Soleure - Berne - Fribourg - Bulle - Châtel-Saint-Denis - Vevey.

## Toponymie
Les premières mentions de la paroisse et du village se font sous son ancien nom Saint-Denis de Fruence, une villa nova de la fin du XIIIe siècle avec comme forme allemande Kastels Sankt Dionys.
Châtel-Saint-Denis est un toponyme semblant dérivé du latin castella (pluriel de castellum) désignant un château.

## Histoire

Photo aérienne (1962)

Châtel-Saint-Denis est déjà habitée avant le Ier siècle par les Helvètes, puis occupée dès le Ier siècle par les Romains. Ces derniers construisent des routes et développent le commerce de la contrée. Puis les Burgondes s'implantent dans la région et, après la mort de Charlemagne, qui marque aussi la fin de son empire, la région est divisée en plusieurs territoires répartis entre les nobles locaux.
Châtel-Saint-Denis est alors attribuée à la seigneurie de Fruence. Les sires choisissent le lieu nommé aujourd'hui Vieux Châtel, situé sur un promontoire à la confluence des Veveyse de Châtel et de Fégire, pour y édifier leur château qui occupe ainsi une position stratégique. À cette époque, la famille des seigneurs de Fruence est riche et puissante.
Mais dès 1220, les expéditions guerrières et les croisades appauvrissent cette famille et marquent l'amorce du déclin. Ruinée enfin, elle doit se résoudre à se défaire de tous ses biens au profit du comte Pierre II de Savoie et finalement à vendre sa seigneurie au bailli du Chablais qui agissait au nom d'Amédée V de Savoie.
Le comte Amédée V de Savoie ratifie cet achat le 18 avril 1297 et, d'emblée, manifeste son intention de fonder une nouvelle ville. Abandonnant l'emplacement escarpé du Vieux Châtel, il fait construire un nouveau château et prit toutes dispositions utiles pour inciter la population à s'installer dans le nouveau bourg.
En 1513, le château et la seigneurie sont vendus à l'État de Fribourg. En 1518, le château et la seigneurie sont rétrocédés aux ducs de Savoie. En 1528, la seigneurie est vendue à son châtelain Bernard Musy de Romont. Après la conquête du Pays de Vaud en 1536, la suzeraineté de Châtel revient définitivement à l'État de Fribourg. En 1574, la seigneurie est vendu à l'État de Fribourg qui en fait le chef-lieu du nouveau bailliage de Châtel-Saint-Denis qui durera jusqu'en 1798.
En 1806, Remaufens se sépare de Châtel et devient une commune à part entière.
Lors de la guerre franco-prussienne, Châtel-St-Denis accueille des internés militaires français. Certains d'entre eux meurent à Châtel-St-Denis et une stèle est érigée en leur mémoire au cimetière de la commune.
Durant la Première Guerre mondiale, la commune accueille à nouveau des internés militaires, français et belges cette fois. Les premiers soldats arrivent le 16 mai 1916 et les derniers repartent le 30 novembre 1918.

## Population et société

### Gentilé
Les habitants de la commune se nomment les Châtelois.

### Évolution de la population
La commune compte 8 512 habitants au 31 décembre 2023 pour une densité de population de 178 hab/km2. Sur la période 2010-2023, sa population a augmenté de 48,6 % (canton : 22,6 % ; Suisse : 9,4 %).  

### Sports
Les sports d'hiver peuvent se pratiquer dans la station de sports d'hiver des Paccots, ainsi que dans la petite station de ski de Rathvel aménagée à 9 km à l'est de Châtel-St-Denis.
Toute l'année, il existe une piscine couverte communale de 25 m de longueur, ainsi qu’une patinoire ouverte d’octobre à mars, aux Paccots. 

## Politique

### Liste des syndics
Le tableau ci-dessous présente les syndics de la commune depuis 1896.
| Début de syndicature | Nom               | Profession   | Parti politique    |
| -------------------- | ----------------- | ------------ | ------------------ |
| 1896                 | Genoud Victor     | Notaire      |                    |
| 1902                 | Villard Célestin  |              |                    |
| 1907                 | Genoud Oscar      | Avocat       | Conservateur       |
| 1926                 | Genoud Pierre     | Juge de paix |                    |
| 1930                 | Colliard Robert   |              | PAI                |
| 1942                 | Pilloud Sylvestre |              |                    |
| 1950                 | Perroud Alfred    |              |                    |
| Août 1950            | Genoud Claude     |              |                    |
| 1956                 | Colliard Joseph   |              |                    |
| 1966                 | Genoud Albert     |              | Démocrate-Chrétien |
| 1978                 | Liaudat Henri     |              | UO + PS            |
| 1991                 | Ducrot Rose-Marie |              | PDC                |
| 2001                 | Genoud Joe        |              | UDC-PAI            |
| 2006                 | Genoud François   | Enseignant   | PDC                |
| 2016                 | Colliard Damien   |              | UDC-PAI            |
| 2021                 | Ducrot Charles    |              | Le Centre          |

### Jumelages
- Volx (France) depuis 1976[11]
- Baradero (Argentine) depuis 2006[12]

## Économie

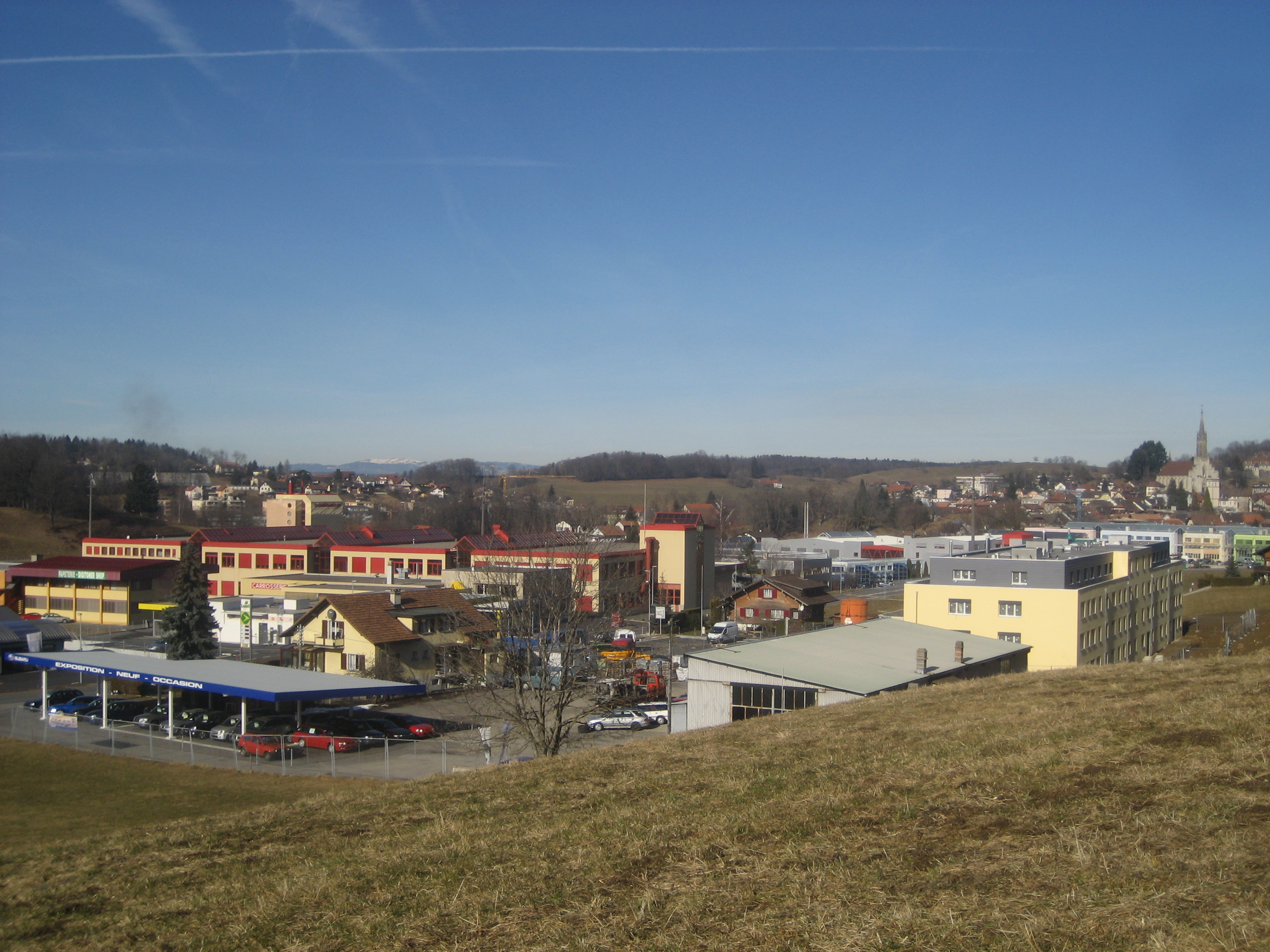
Industries.

Châtel-Saint-Denis a plusieurs zones industrielles. La plus importante est à la sortie de l'autoroute. L'entreprise Laurastar y a son siège. Implanté sur trois sites, Swisspor (de) Romandie SA y produit des isolants en polystyrène expansé. L'éditeur Säuberlin & Pfeiffer et Marvinpac, une entreprise spécialisée dans le conditionnement et l'emballage de produits alimentaires, cosmétiques et autres, y sont implantés.

## Culture

### Patrimoine bâti
La localité de Châtel-Saint-Denis et Prayoud sont classés dans les catégories petite ville/bourg et hameau de l'Inventaire fédéral des sites construits à protéger en Suisse.
L'église Saint-Denis, église néogothique construite selon les plans de l'architecte Adolphe Fraisse de 1872 à 1875, est classée à l'inventaire des biens culturels d'importance nationale. Le château baillival, la cure, quatre fermes dont la ferme de Catherine Chillier, la ferme domaniale de la Rota et la ferme Pilloud aux Granges de Belmont ainsi qu'une maison double du XVIIIe siècle à Fruence sont classés à l'inventaire des biens culturels d'importance régionale.

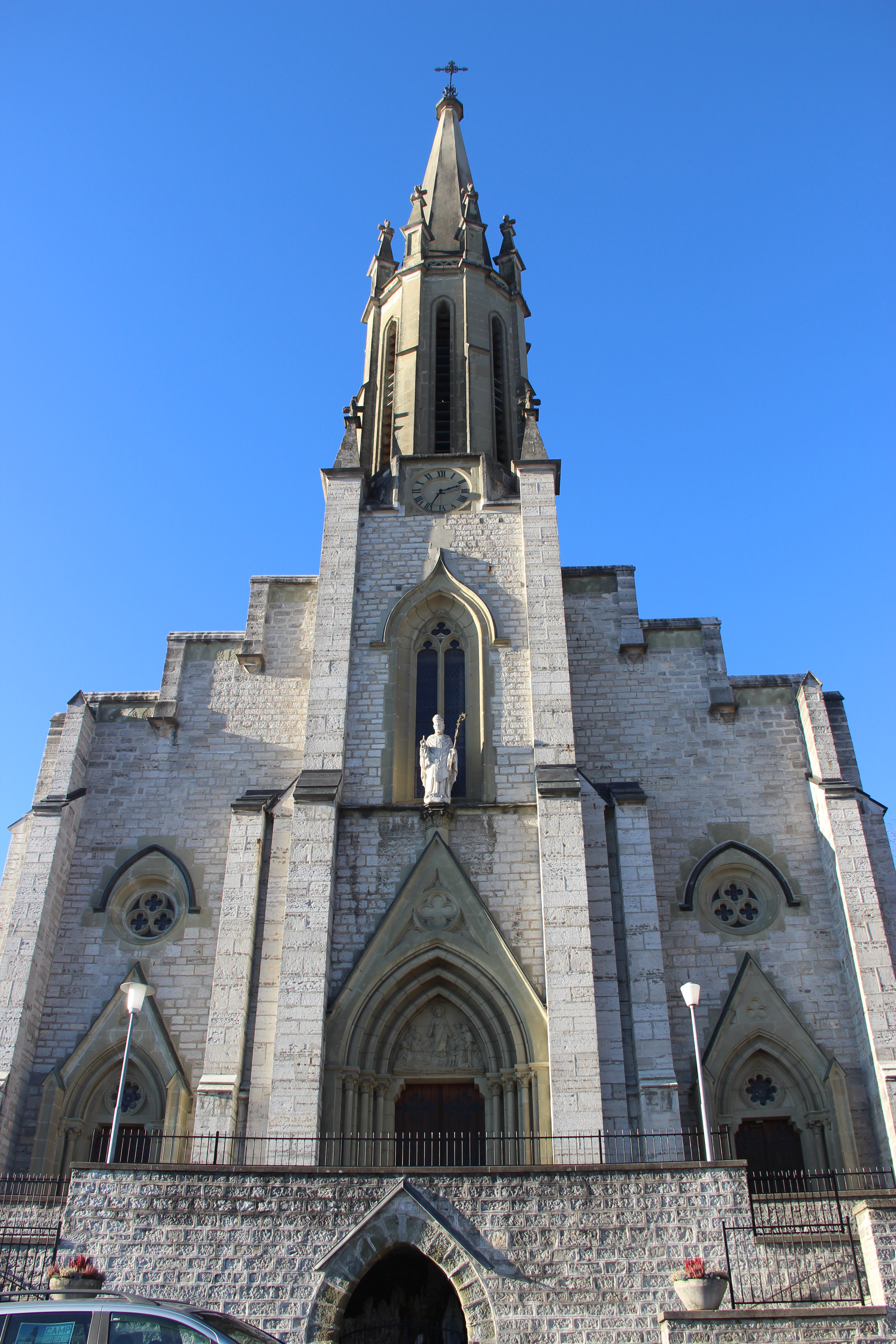
L'église Saint-Denis.
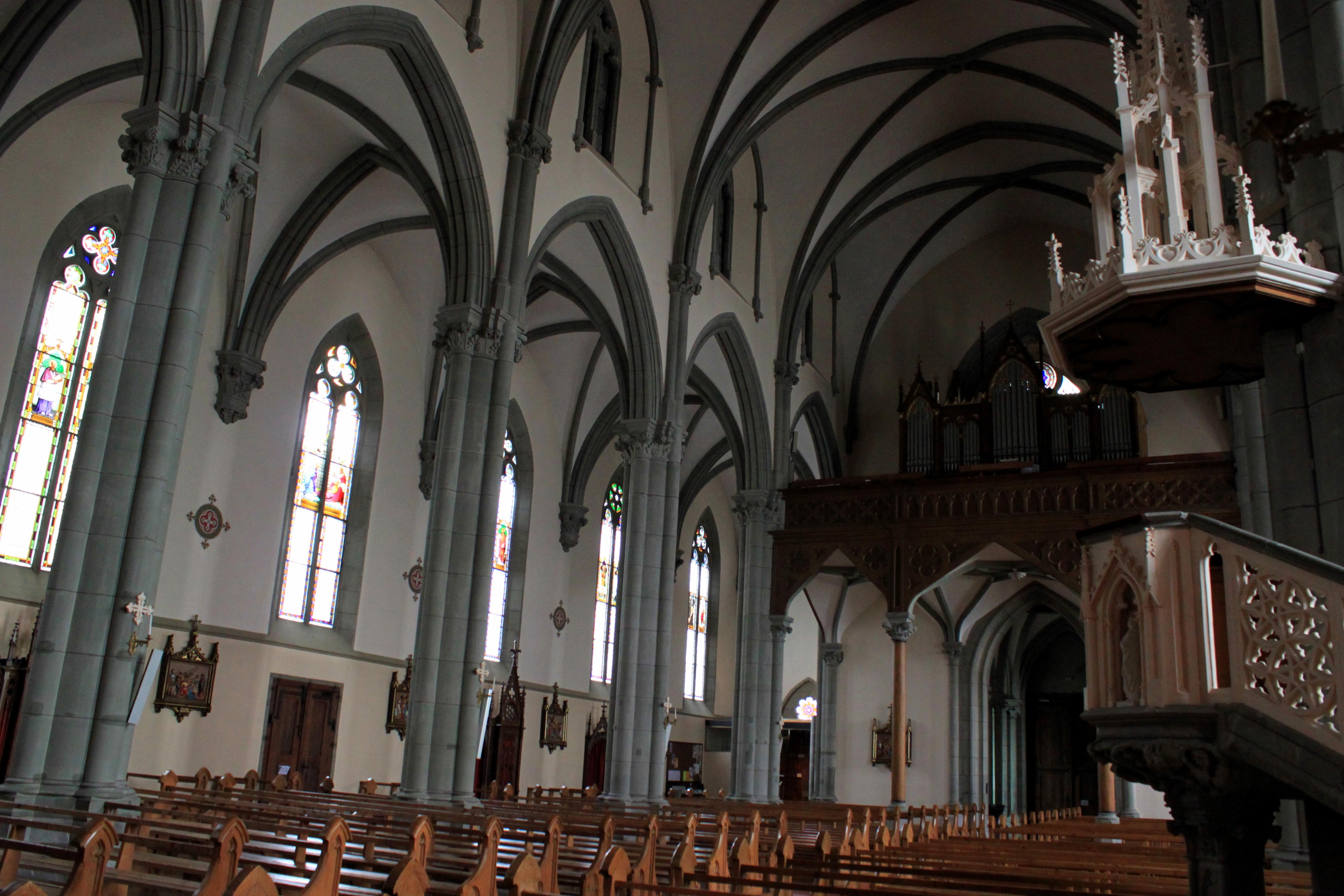
Intérieur de l'église Saint-Denis.
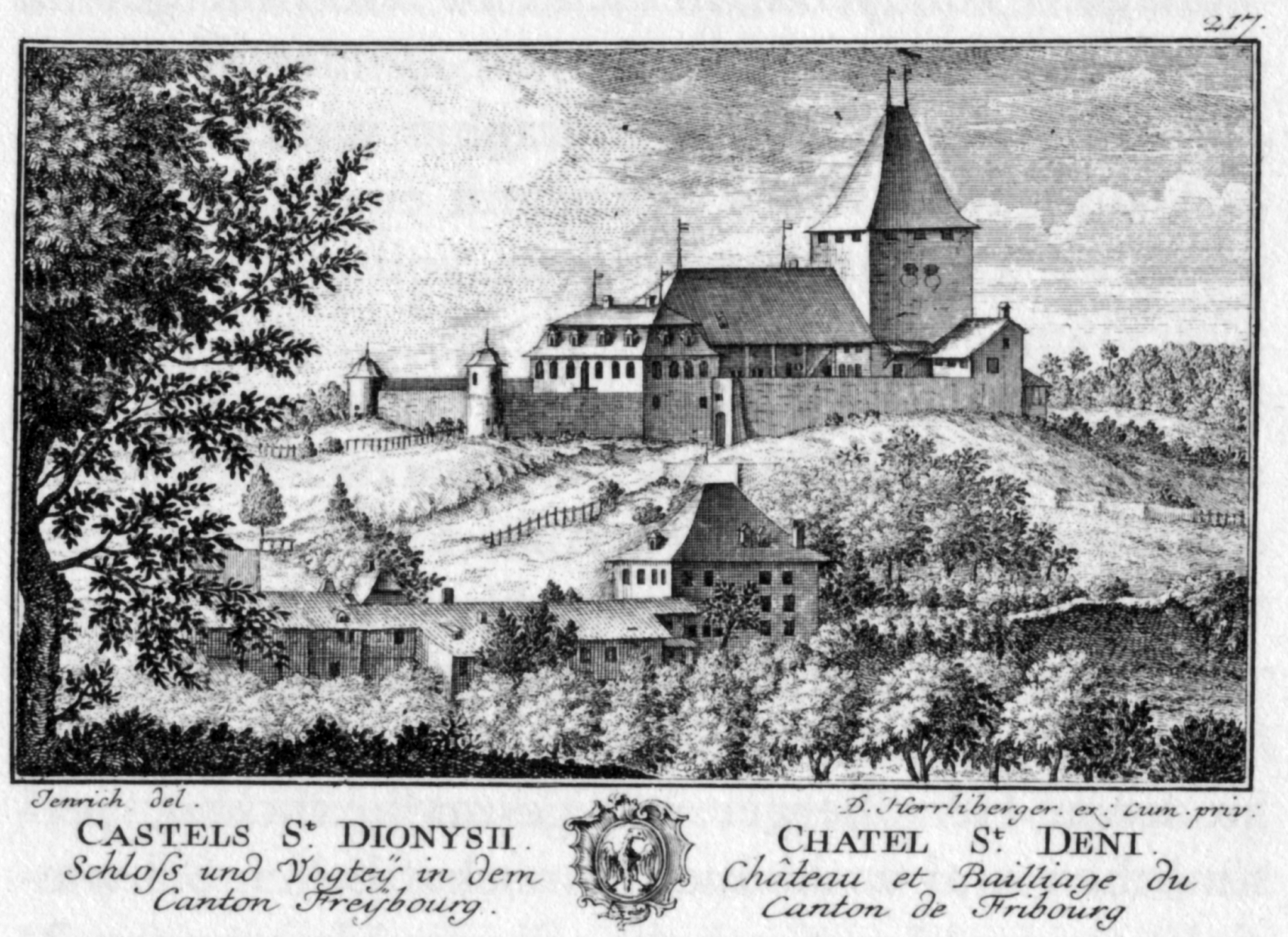
Le château de Châtel-Saint-Denis aux environs de 1754.
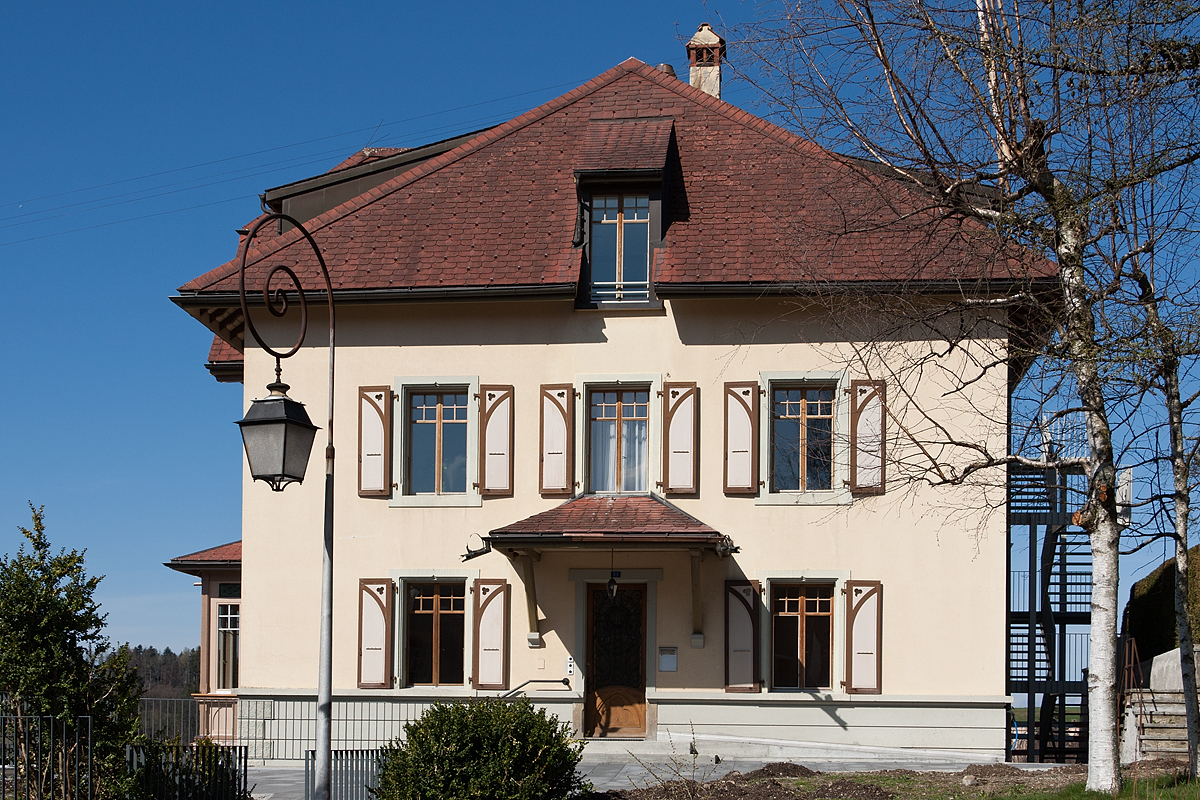
La Cure.

### Manifestations
Châtel-St-Denis vit au rythme des saisons et des coutumes locales. On y retrouve tout au long de l'année une multitude de fêtes comme le carnaval ou la Bénichon.
Outre les activités organisées par la Société de Développement de Châtel-St-Denis/Attalens et les autres sociétés locales, la scène culturelle veveysanne peut compter sur le Cinéma SIRIUS qui propose chaque semaine environ deux films du moment. Différents évènements sont organisés dans l'année (ciné-club, halloween, passeport-vacances, projections spéciales...). En 2005 a été lancé le festival « Tourné-Monté » dédié au Super 8.

### Dans la culture populaire
C'est à Châtel-Saint-Denis qu'en 1990 se sont tournées plusieurs scènes du film-opéra Jacques & Françoise (notamment, le duo d'amour – chanté – intitulé : À la ferme de Buchille), fruit de l'œuvre du cinéaste Francis Reusser, dont la trame et la musique s'inspirent essentiellement de l'opéra Pauvre Jacques qui, à l’origine, fut composé par Carlo Boller.

### Personnalités liées
- Oswald Pilloud (1873-1946), artiste peintre.
- Pierre Spori (1923-1989), artiste peintre, céramiste et dessinateur.
- Vincent Ducrot (1962-), manager.
- Jon Monnard (1989-), écrivain.
- Luca Aerni (1993-), skieur.
- Alexis Monney (2000-), skieur alpin.
- Safi Martin Yé, (1987-), comédienne et metteuse en scène